# Indiana Trucks
Indiana Trucks (« camions Indiana ») est une marque américaine, dont les camions furent produits de 1910 à 1939. Marion, dans l'Indiana, aux États-Unis, la compagnie utilisait surtout des moteurs et composants de marque déposée. Les premiers moteurs étaient des moteurs à essence Rutenberg.

## L'histoire de l'entreprise
En 1898, George C. Harwood et son associé Charles G. Orge, fondent Marion Iron & Brass Bed Company, pour commencer par produire des cadres de lits. En 1910 la compagnie vend son premier camion à un distributeur de meubles à Gas City, Illinois. En 1911, la société pris le nom de Harwood-Orge Manufacturing Company, et quatre années plus tard pris le nom de Indiana Truck Co.
En 1917, la firme construisit 475 camions du modèle B de Liberty Truck, selon les plans de l'armée américaine, pour le conflit en Europe, lors de la Première Guerre mondiale. En 1918, la gamme comprenait 4 modèles, de 1 et 2 tonnes.
En 1928, la compagnie fut reprise par Brockway Motor, basé à Cortland dans l'État de New York, et avait 14 modèles dans sa gammes de véhicules.
En 1931, Indiana affirme être le premier fabricant américain à avoir proposé un camion à moteur Diesel, car il avait coopéré avec Cummins pour des parcours de démonstration.
En 1932, White Motor acheta Indiana et déménagea la production à Cleveland dans l'Ohio. Aussi la compagnie produit le modèle L, un camion d'une charge utile de 5 tonnes, à moteur Cummins de 6 cylindres. En 1935, des camions de 5 et 7 tonnes, à moteur Waukesha et Hercules fut proposés. White utilisa le nom d'indiana jusqu'en 1939.

## Quelques modèles d'Indiana Truck
En 1918,
- Le modèle T, avec un moteur refroidi par air, de 4 cylindres, une transmission par chaîne de 3 vitesses, un empattement de 135 pouces (3,429 mètres), des roues à rayons de 34 pouces (86,4 centimètres), sur des pneus de Goodyear, Goodrich, ou Firestone et d'une capacité d'une tonne.
- Le modèle D, avec un moteur de 4 cylindres, un empattement de 150 pouces (3,81 mètres), des roues à rayons de 36 pouces (91,5 centimètres), et une charge utile de deux tonnes.

En 1927, les trois derniers de la gamme Road Builder:
- Le modèle 115A, en dumper de 1,7 m3 de capacité, avec un moteur de 4 cylindres, une transmission à 4 rapports, une vitesse maximale de 40 kilomètres à l'heure,
- Le modèle 127A, avec un moteur de 4 cylindres, une transmission à 8 vitesses, deux choix d'empattements de 4,128 et 4,737 mètres, des roues de 36 pouces, d'une capacité de 3 tonnes de charge utile, et une vitesse maximale de 32 kilomètres à l'heure.

En 1928, 
- Le modèle 111X, un camion à benne d'une capacité de 1,15 m3, avec un moteur de 4 cylindres, un empattement de 120 pouces (3,048 centimètres), des roues de 32 pouces (81,8 centimètres), et une vitesse maximale de 48 kilomètres à l'heure.

## Les villes où étaient situés des concessionnaires d'Indiana Truck en 1925
- San Francisco, en Californie,
- Jacksonville, Miami, Tampa, et West Plam Beach, en Floride,
- Atlanta, en Géorgie,
- Chicago, en Illinois,
- Long Island, à New York
- Louisville, au Kentucky,
- Saint-Louis, au Missouri,
- Pittsburgh, en Pennsylvanie,
- Dallas, au Texas,
- Cambridge au Massachusetts,
- Kansas City,